# Unterbringungsgesetz (Saarland)
Das Unterbringungsgesetz war ein Landesgesetz des Saarlands. Es regelte die Unterbringung, soweit sie nicht nach BGB oder StGB erfolgt.
Ein Hintergrund war die saarländische Psychiatrie-Reform in den 1990er Jahren: die wohnortnahe Versorgung sollte sichergestellt werden.
2013 entstand ein Handlungsbedarf zur Regelung der Zwangsbehandlung.
Das UBG wurde zum 16. März 2022 durch das Gesetz über Hilfen bei psychischen Erkrankungen ersetzt.